# Zwei wie Pech und Schwefel (2022)
Zwei wie Pech und Schwefel (Originaltitel Altrimenti ci arrabbiamo) ist eine italienische Actionkomödie aus dem Jahr 2022. Es ist ein Remake von Zwei wie Pech und Schwefel aus dem Jahr 1974. 

## Handlung
Carezza und Sorriso, Söhne von Ben aus Zwei wie Pech und Schwefel, stahlen sich dessen und Kid notgedrungen geteilten Strandbuggy, als die beiden sich mal wieder darum stritten. Während der Fahrt wurde ihnen dieser aber wiederum abgenommen. Jahrzehnte später erhalten die beiden die Möglichkeit, den Buggy zurückholen, als dieser dem Gewinner eines Rennens als Hauptpreis versprochen wird. Gemeinsam können Carezza und Sorriso das Rennen gewinnen und den Buggy wieder in den Familienbesitz holen. Um nun den Besitzer auszuknobeln, beschließen sie ein Wettessen und Wetttrinken mit Würstchen und Bierchen. Allerdings wird ihnen dieser wenig später vom skrupellosen Bauspekulanten Torsillo wieder entwendet. Sie beschließen direkt, das Fahrzeug wieder zurückzubekommen. Hilfe erhalten sie von der facettenreichen Miriam, die aber scheinbar eigene Ziele verfolgt und einer Zirkusgruppe aus dem Zirkus Woland. Schlussendlich schaffen sie es, den Buggy zurückzubekommen und Miriams Tiger schafft es, Torsillo unschädlich zu machen.

## Hintergrund

### Produktion
Die Hauptrollen in dem Film übernehmen Edoardo Pesce und Alessandro Roja, die die Söhne von Bud Spencers Figur Ben aus dem Originalfilm von 1974 spielen. Alessandra Mastronardi verkörpert die weibliche Hauptrolle, während Christian De Sica den Antagonisten darstellt. Gedreht wurde der Film in Torvaianica, Ladispoli und Rom. Die Dreharbeiten fanden vom 14. Juni bis zum 23. Juli 2021 statt.
Filmstarts bezeichnet den Film als eine Mischung aus Remake und Fortsetzung.

## Veröffentlichung
In Italien wurde der Film am 23. März 2022 im Kino veröffentlicht. Der Film erschien am 24. August 2022 weltweit auf Netflix.
Am ersten Kinostart spielte der Film bei nur 1.400 Besuchern 9.800 Euro ein und belegte damit den neunten Platz, außerhalb der Top Ten der italienischen Kinokassen. Mit Stand vom 28. März 2022 hat der Film insgesamt 85.249 € eingespielt. Laut der Internet Movie Database spielte der Film etwa 93.000 US-Dollar ein.

## Rezeption
„In dem als Fortsetzung getarnten Remake des gleichnamigen Films mit Bud Spencer und Terence Hill beißen sich Edoardo Pesce und Alessandro Roja am Vorbild die Zähne aus. Als die Söhne von Spencers Figur Ben jagen sie dem berühmten Strandbuggy nach. Nicht nur für Fans ein filmischer Affront.“

Michael Hille für TV Today sieht die Hauptprobleme im Film darin, dass es „keine echte Neuverfilmung, sondern eine Quasi-Fortsetzung“ sei und „Neuverfilmungen so gut wie nie mit den Originalen mithalten könne“. Er bezeichnet den Film als „billigen Altherrenwitz, der in moderner Optik die Witze von 1973 wiederholt“. Er bemängelt die Hauptdarsteller Edoardo Pesce und Alessandro Roja „die nicht mal einen Funken des Charmes ihrer Vorgänger haben“. Er ist der Meinung, dass der Film weder Fans des originalen Films noch eine junge Zielgruppe begeistert und spricht von „Zeit- als auch Geldverschwendung“.
Serienjunkies.de findet, dass Edoardo Pesce als Carezza „gar nicht mal eine schlechte Figur macht“ und „Gestik und Mimik seines großen Vorbildes (Bud Spencer) offenbar gewissenhaft studiert“ hat. Alessandro Roja, der sich an dem von Terence Hill dargestellten Kid orientiert, „wirkt wenig charismatisch und unsympathisch und ist schlicht und ergreifend eine furchtbare Fehlbesetzung“. Alessandra Mastron mache ihre Darstellung „wesentlich besser“. Der Film wird als nicht zeitgemäß bezeichnet, da unter anderen die Zirkusgruppe mit den typischen „Zigeuner-Ressentiments“-Klischees deformiert wird. Auch stößt negativ auf, dass im Zirkus exotische Wildtiere gehalten werden.
Peter Osteried für Kinofans befindet, dass der Film „eine Lektion in Sachen Fremdschämen“ wäre und jeder „der Schauspieler vor Scham im Boden versinken müsste“. Den Hauptdarstellern Edoardo Pesce und Alessandro Roja fehle sämtliche Chemie und Charisma untereinander und es sehe „aus wie Laientheater, wenn die zwei Knallchargen sich abmühen, den großen Vorbildern nahezukommen“. Vermisst wird von Osteried auch das Schnodderdeutsch. Laut Osteried ist der Film sogar schwächer als die Filme mit Paul L. Smith und Antonio Cantafora als Bud-Spencer-/Terence-Hill-Nachahmer.
In der Internet Movie Database hat der Film bei knapp 500 Stimmabgaben eine Wertung von 3,2 von 10 möglichen Sternen (Stand: November 2023).